# Tishomingo Blues
Tishomingo Blues è un romanzo noir dello scrittore statunitense Elmore Leonard, pubblicato nel 2002.

## Storia editoriale
Per prepararsi sugli argomenti trattati nel romanzo, il suo 37°, Leonard non si è affidato esclusivamente al suo abituale ricercatore, Gregg Sutter, ma si è recato personalmente a Panama per documentarsi sul mondo degli stuntman e nel Michigan, dove ha personalmente partecipato ad alcune rievocazioni storiche sulla Guerra di secessione americana.
Il romanzo è stato pubblicato, per la prima volta, per la casa editrice William Morrow, nel 2002.
L'autore ha dichiarato che, tra tutti i libri da lui scritti, Tishomingo Blues è il suo preferito.

## Opere derivate
Nel 2003 i diritti cinematografici del romanzo erano stati prelazionati per la realizzazione di un film che avrebbe dovuto dirigere Don Cheadle e Matthew McConaughey quale protagonista. Il progetto, tuttavia, non ha mai visto la luce ed è stato abbandonato.

## Edizioni
- (EN) Elmore Leonard, Tishomingo Blues, 1ª ed., New York, William Morrow, 2002,  pp. 256.
- (ES) Elmore Leonard, El Blues Del Misisipi, La Trama, Barcellona, ediciones B, 2002,  pp. 365, ISBN 9788466606578.
- Elmore Leonard, Tishomingo Blues, traduzione di Wu Ming 1, n. 1132, Einaudi tascabili, Torino, Einaudi, 2003,  p. 308, ISBN 9788806166229.
- Elmore Leonard, Tishomingo Blues, Londra, Orion Publishing Group, 2010,  p. 277, ISBN 9780753827321.